# Callitula viridicoxa
Callitula viridicoxa är en stekelart som först beskrevs av Girault 1913.  Callitula viridicoxa ingår i släktet Callitula och familjen puppglanssteklar. Inga underarter finns listade.